# Harry Manx

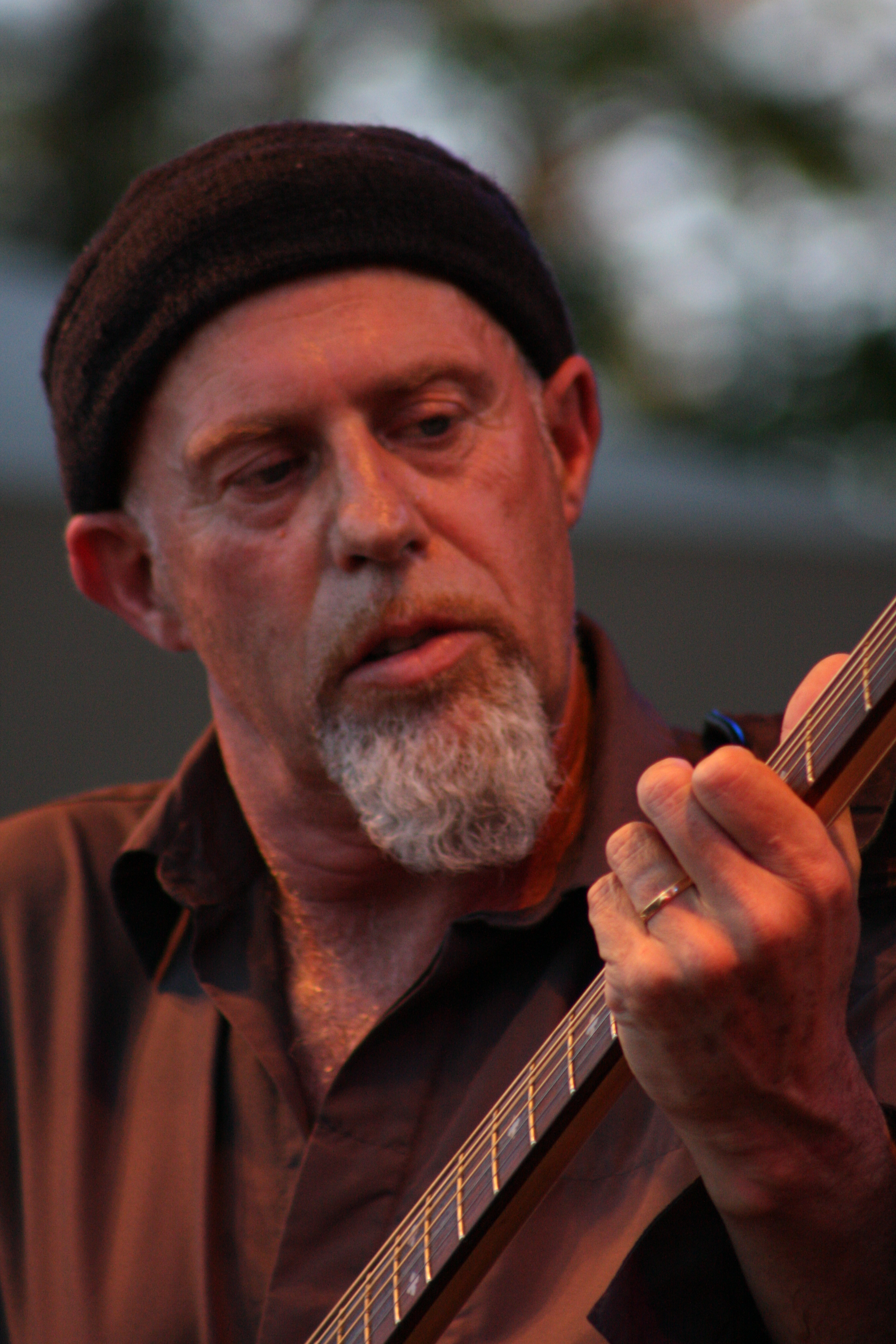
Harry Manx na Bluesfest 2008

Harry Manx – kanadyjski muzyk, który łączy folk, bluesa i tradycyjną muzykę indyjską. Czasem sięga także po brzmienia jazzowe.

## Życiorys
Urodził się na jednej z Wysp Brytyjskich, część dzieciństwa spędził w Kanadzie. Jako nastolatek wrócił do Europy, później mieszkał w Japonii i Indiach. W końcu na stałe osiadł na kanadyjskiej Saltspring Island.
Manx gra na gitarze, banjo i mohan veena. Przez sześć lat studiował u Vishwy Mohana Bhatta. Był sześć razy nominowany do Juno Awards.
Do tej pory nagrał 11 płyt. Ostatnia – Strictly Whatever – ukazała się w 2011 roku.

## Dyskografia
Albumy
- Dog My Cat (2001)
- Wise and Otherwise (2002)
- Jubilee (duet z Kevinem Breitem) (2003)
- Road Ragas (2003)
- West Eats Meet (2004)
- Mantras for Madmen (2005)
- In Good We Trust (duet z Kevinem Breitem) (2007)
- Live at the Glenn Gould Studio (2008)
- Bread and Buddha (2009)
- Isle of Manx – the Desert Island Collection (2010)
- Strictly Whatever (duet z Kevinem Breitem) (2011)